# Amatörbyggt fordon

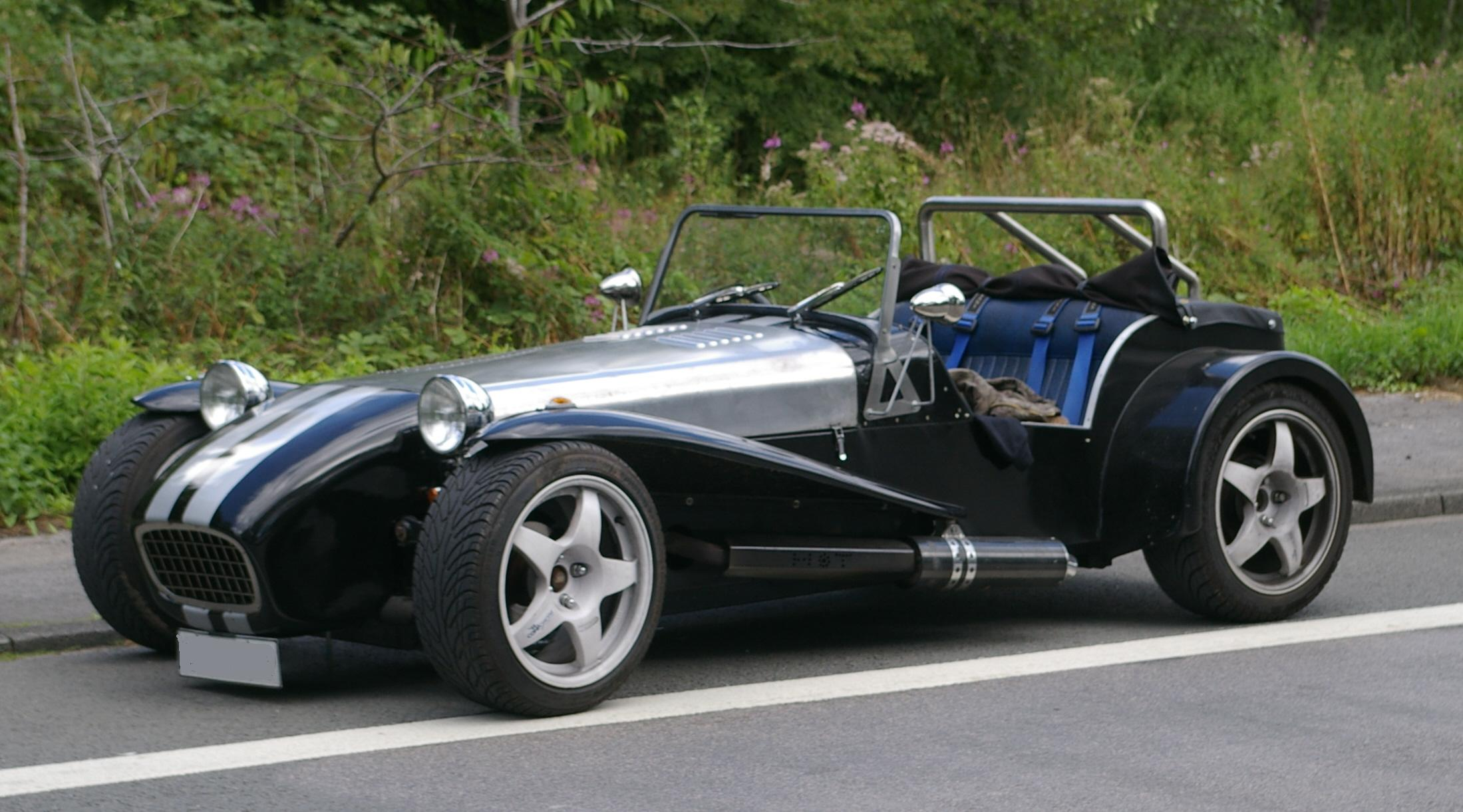
Replikor av Lotus Seven är ett vanligt förekommande exempel på ett amatörbyggt fordon.

Amatörbyggt fordon är en svensk juridisk term som betecknar fordon som har byggts av enskild person för enskilt bruk, det kan vara en bil, motorcykel eller en trike. Autogyro, flygplan och luftballonger omfattas av andra bestämmelser. Gränsen mellan amatörbyggt fordon och ombyggt fordon är något flytande. Säkerhets- och miljökraven är inte fullt så stränga som för serietillverkade fordon, för att bespara byggaren ett omständligt provningsförfarande. Amatörbyggda fordon besiktas av SFRO, som genomför en byggbesiktning och en slutbesiktning av fordonet. Ett amatörbyggt fordon får ha ett maximalt effekt/viktförhållande på 15 kW/100 kg tjänstevikt.
Kit Cars och Hot Rods är biltyper som ofta är registrerade som amatörbyggda fordon.